# Admira
Az Admira női név talán a latin admirabilis szóból ered, aminek a jelentése: csodálatos, csodálatra méltó. Egy bosnyák lány tette ismertté Magyarországon az 1990-es években.

## Gyakorisága
Az újszülötteknek adott nevek körében az 1990-es években egyedi név. A 2000-es és a 2010-es években sem szerepelt a 100 leggyakrabban adott női név között.
A teljes népességre vonatkozóan az Admira sem a 2000-es, sem a 2010-es években nem szerepelt a 100 leggyakrabban viselt női név között.

## Névnapok
szeptember 7. október 22.